# マンブレッティ
マンブレッティ（Mambretti ）は、かつて存在したイタリアの映画会社である。「イタリア式コメディ」の代表作家ディーノ・リージ監督をデビューさせた会社として知られる。

## 略歴・概要
1951年、アントニオ・マンブレッティとマリオ・ヴィッラが共同で設立、映画製作を開始した。同年、ディーノ・リージ監督の『ギャングと過ごすヴァカンス Vacanze col gangster』（日本未公開）を製作、リージを長編映画監督としてデビューさせた。のちにチェッキ・ゴーリ・グループを起こすマリオ・チェッキ・ゴーリがアソシエイト・プロデューサーとして名を連ねている。また同作では、まだ12歳の俳優テレンス・ヒル（マリオ・ジロッティ名義）もデビューしている。
また同年、アルベルト・ポゼッティと組んで三人組でコメディを撮ったマルチェロ・マルケージ、ヴィットリオ・メッツに、マリノ・ジロラミを加えた新三人組監督にコメディを撮らせた。脇役にまだ無名のソフィア・ローレンが出演していた。
1953年には、1949年末に、長編劇映画『カプリの皇帝 L'Imperatore di Capri』（製作カルロ・ポンティ、製作会社ルックス・フィルム、日本未公開）がローマで公開され、最初の成功を得たルイジ・コメンチーニを借り出して、『夢のカバン La Valigia dei sogni』（日本未公開）を撮った。しかし、コメンチーニはその年の暮れに公開されたジーナ・ロロブリジーダ主演の『パンと恋と夢』（製作総指揮マルチェロ・ジロージ）をティタヌス社で撮り、大ヒットさせ、年明け1954年の第4回ベルリン国際映画祭で銀熊賞を獲得、シリーズ化することになり、マンブレッティ社に戻ってくることはなかった。
時代の主流になろうとしていた「イタリア式コメディ」だけでなく、戦争映画（『Carica eroica』）などに手を出し、ついに1955年、伊仏合作『Disperato addio』を製作・配給したあとは、新作を更新することはなかった。
皮肉なことに同年、かつて同社でデビューしたディーノ・リージは、コメンチーニと同じくティタヌス社でマルチェロ・ジロージのプロデュースにより、ソフィア・ローレン主演の『Il segno di Venere』を撮り、第8回カンヌ国際映画祭コンペティション部門で上映されている。

## フィルモグラフィ
- Milano miliardaria　1951年　監督・脚本マリノ・ジロラミ、マルチェロ・マルケージ、ヴィットリオ・メッツ、撮影トニーノ・デリ・コリ、音楽ピッポ・バルツィッツァ
- Il Mago per forza　1951年　監督・脚本マリノ・ジロラミ、マルチェロ・マルケージ、ヴィットリオ・メッツ、主演ティノ・スコッティ
- ギャングと過ごすヴァカンス Vacanze col gangster　1951年　監督・脚本ディーノ・リージ、共同脚本エンニオ・デ・コンチーニ、音楽マリオ・ナシンベーネ、アソシエイト・プロデューサーマリオ・チェッキ・ゴーリ、主演マーク・ローレンス、テレンス・ヒル（マリオ・ジロッティ名義）
- Il Microfono è vostro　1951年　監督ジュゼッペ・ベンナーティ、撮影マリオ・アルベルテッリ、音楽ピッポ・バルツィッツァ
- Noi due soli　1952年　監督マリノ・ジロラミ、脚本マルチェロ・マルケージ、ヴィットリオ・メッツ、撮影マリオ・モントゥオーリ、音楽ニーノ・ロータ、主演ヴァルター・キアーリ、エレーヌ・レミー（ルックス・フィルム配給）
- Carica eroica　1952年　監督・脚本フランチェスコ・デ・ロベルティス、撮影カルロ・ベレロ、音楽エンツォ・マゼッティ、主演ダリオ・ミハエリス、フランコ・ファブリッツィ（ルックス・フィルム配給）
- Il Viale della speranza　1953年　監督・脚本ディーノ・リージ、共同脚本フランコ・カンナロッソ、ジーノ・デ・サンティス、エットーレ・マリア・マルガドンナ、撮影マリオ・バーヴァ、音楽マリオ・ナシンベーネ、主演ピエラ・シモーニ、コゼッタ・グレコ、リリアーナ・ボンファッティ、テレンス・ヒル（マリオ・ジロッティ名義）
- 夢のカバン La Valigia dei sogni　1953年　監督・脚本ルイジ・コメンチーニ、共同脚本ジュゼッペ・ベンナーティ、エットーレ・マリア・マルガドンナ、音楽マリオ・ナシンベーネ、製作マリオ・ヴィラ、主演ウンベルト・メルナティ、マリア・ピア・カジリオ、ロベルト・リッソ
- Musoduro　1953年　監督・脚本ジュゼッペ・ベンナーティ、原作ルイジ・ウゴリーニ、共同脚本・主演ファウスト・トッツィ、撮影マリオ・ダミチェリ、音楽ニーノ・ロータ、主演マリナ・ヴラディ
- Disperato addio　1955年　製作・配給　監督リオネロ・デ・フェリーチェ、撮影マリオ・ダミチェリ、音楽カルロ・ルスティケッリ、主演マッシモ・ジロッティ、リーゼ・ボウルディン、アンドレア・ケッキ（伊仏合作）

## 関連事項
- ルックス・フィルム（Lux Film）
- ティタヌス
- チェッキ・ゴーリ・グループ（Cecchi Gori Group）
- クレシ・チネマトグラフィカ